# Sparkle - La luce del successo
Sparkle - La luce del successo (Sparkle) è un film del 2012 diretto da Salim Akil. Il film è il remake dell'omonimo film del 1976. 
Il film è stata l'ultima apparizione cinematografica di Whitney Houston, ad oltre 15 anni dalla precedente.

## Trama
Detroit, 1968. Sparkle, la più giovane di tre sorelle sogna di diventare una stella della musica. Grazie al suo prodigioso talento nello scrivere canzoni conosce Stix, un giovane ragazzo che l'aiuterà a formare un gruppo di successo con le altre due sorelle. Così Sister e le sister vengono celebrate da un vasto pubblico che le porta ad una rapidissima ascesa. Anche se soffocate dalla madre Emma, troppo protettiva, le sorelle riescono nel loro intento di avere successo, vivendo drammi, gioie e soddisfazioni sotto i riflettori di palcoscenici più prestigiosi.

## Promozione
Il primo trailer del film, che vede recitare e cantare Whitney Houston, è stato diffuso online il 2 aprile 2012.

## Distribuzione
L'uscita del film nelle sale statunitensi è avvenuta il 17 agosto 2012, mentre in Italia il film è uscito il 6 febbraio 2013 direttamente per il mercato home video.